# Saintigny
Saintigny ist eine französische Gemeinde mit 934 Einwohnern (Stand 1. Januar 2022) im Département Eure-et-Loir in der Region Centre-Val de Loire. Sie gehört zum Arrondissement Nogent-le-Rotrou und zum gleichnamigen Kanton Nogent-le-Rotrou.
Sie entstand als Commune nouvelle mit Wirkung vom 1. Januar 2019 durch die Zusammenlegung der bisherigen Gemeinden Saint-Denis-d’Authou und Frétigny, die in der neuen Gemeinde den Status einer Commune déléguée haben. Der Verwaltungssitz befindet sich im Ort Saint-Denis-d’Authou.

## Gliederung
| Ortsteil                               | ehemaliger INSEE-Code | Fläche (km²) | Einwohnerzahl zum 1. Januar 2022 |
| -------------------------------------- | --------------------- | ------------ | -------------------------------- |
| Saint-Denis-d’Authou (Verwaltungssitz) | 28331                 | 22,23        | 447                              |
| Frétigny                               | 28165                 | 22,99        | 487                              |

## Lage
Die Gemeinde liegt rund 40 Kilometer südwestlich von Chartres im Regionalen Naturpark Perche. Nachbargemeinden sind: Saint-Victor-de-Buthon im Norden, Montlandon im Nordosten, Champrond-en-Gâtine im Osten, Combres im Südosten, Thiron-Gardais im Süden, Arcisses im Westen und Marolles-les-Buis im Nordwesten.

## Sehenswürdigkeiten
- Kapelle Saint-Hilaire-des-Noyers im Ort Saint-Denis-d’Authou, seit 1995 als Monument historique ausgewiesen.[3]

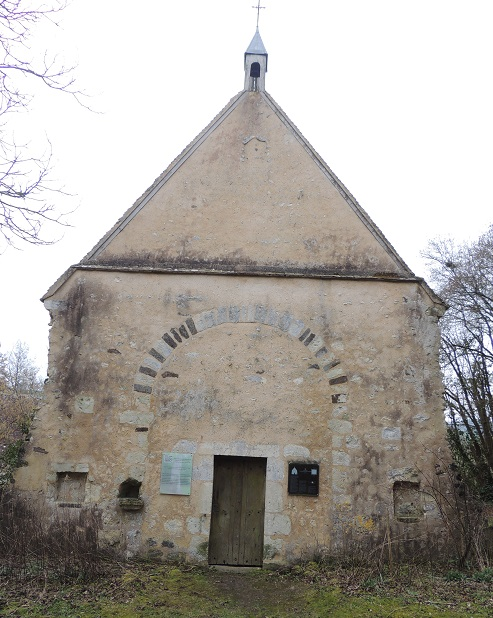
Kapelle Saint-Hilaire-des-Noyers